# 快活
| ウィキペディアには「快活」という見出しの百科事典記事はありません（タイトルに「快活」を含むページの一覧/「快活」で始まるページの一覧）。 代わりにウィクショナリーのページ「快活」が役に立つかもしれません。 |